# اوکسیلیو
اوکسیلیو (به اسپانیایی: Auxilio) یک کوه در پرو است که در Peru, Ancash Region, Lima Region واقع شده‌است. اوکسیلیو ۵٬۵۶۰ متر بالاتر از سطح دریا واقع شده‌است.